# George Chaney
Pour les articles homonymes, voir Chaney.
George Chaney est un boxeur américain né le 16 avril 1892 à Baltimore, Maryland, et mort le 20 décembre 1958.

## Biographie
Passé professionnel en 1910, il compte à son palmarès plusieurs victoires prestigieuses face à Kid Williams en 1911 par KO au 6e round, Charley Goldman, Young Britt, Young Terry McGovern, Memphis Pal Moore et Eddie O'Keefe. Réputé pour son punch, Chaney perd en revanche deux combats de championnat du monde face à Johnny Kilbane et Johnny Dundee en poids plumes. Il met un terme à sa carrière en 1925 sur un bilan de 136 victoires, 36 défaites et 6 matchs nuls.

## Distinction
- George Chaney est honoré à titre posthume par l'International Boxing Hall of Fame en 2014[1].

## Référence
1. ↑  (en) Biographie de George Chaney sur le site de l'International Boxing Hall Of Fame (ibhof.com)